# Janiszów (powiat opolski)
Janiszów – wieś w Polsce położona w województwie lubelskim, w powiecie opolskim, w gminie Łaziska.
| SIMC    | Nazwa            | Rodzaj    |
| ------- | ---------------- | --------- |
| 0385170 | Janiszów-Kolonia | część wsi |

Wieś szlachecka  położona była w drugiej połowie XVI wieku w powiecie lubelskim województwa lubelskiego. W latach 1975–1998 miejscowość należała administracyjnie do województwa lubelskiego.
Wieś stanowi sołectwo w gminie Łaziska. Według Narodowego Spisu Powszechnego z roku 2011 wieś liczyła 202 mieszkańców.

## Demografia
| | 1827 | 1921 | 2003 | 2006 | 2007 | 2008 | 2009 | 2010 | 2011 | 2012 | 2013 | 2014 | 2015 |
| --- | ---- | ---- | ---- | ---- | ---- | ---- | ---- | ---- | ---- | ---- | ---- | ---- | ---- |
| Janiszów | 87   | 267  | 202  | 218  | 218  | 217  | 211  | 209  | 213  | 201  | 198  | 198  | 199  |
| Źródło: Słownik geograficzny Królestwa Polskiego z roku 1882, Pierwszy Powszechny Spis Ludności, Dane własne gminy podane na koniec roku kalendarzowego |      |      |      |      |      |      |      |      |      |      |      |      |      |

## Historia
Janiszów w końcu wieku XIX opisano jako wieś, w powiecie nowoaleksandryjskim (puławskim) gminie Kamień, parafii Piotrowin.
Według spisu z 1827 r. zliczono tu 12 domów i 87 mieszkańców. Podług opisu z roku 1867 rozległość folwarczna wynosiła 915 mórg, a w tym: grunta orne i ogrody mórg 506, łąk mórg 24, lasu mórg 194, zarośli mórg 156. Nieużytki i place stanowiły 35 mórg. Wieś Janiszów posiadała osad 19, z gruntem 98 mórg.